# Mark Lyons
Mark Steven Lyons (Schenectady, Nueva York, 4 de julio de 1989) es un jugador de baloncesto estadounidense que pertenece a la plantilla del Al Nasser de la D1 de Kuwait. Con 1,85 metros de estatura, juega en la posición de base.

## Trayectoria deportiva

### Universidad
Jugó tres temporadas con los Musketeers de la Universidad de Xavier, en las que promedió 12,2 puntos, 2,9 rebotes, 2,6 asistencias y 1,1 robos de balón por partido. En 2011 y 2012 fue incluido en el tercer mejor quinteto de la Atlantic-10 Conference. En 2012 fue transferido a los Wildcats de la Universidad de Arizona, donde jugó su última temporada como universitario, promediando 15,6 puntos y 2,8 asistencias por partido. Fue incluido en el mejor quinteto de la Pacific 12 Conference.

### Profesional
Tras no ser elegido en el Draft de la NBA de 2013, disputó con Toronto Raptors las Ligas de Verano de la NBA. El 7 de julio formó contrato por una temporada con el Chorale Roanne Basket de la Pro A francesa. Pero disputó únicamente 14 partidos, en los que promedió 10,1 puntos y 1,6 asistencias, siendo despedido en enero de 2014, debido a problemas con su visado.
El 10 de febrero firmó por el resto de la temporada con el KK Zadar de la liga croata. Allí acabó promediando 17,1 puntos y 2,9 asistencias por partido. En septiembre de 2014 fichó por una temporada con el Spirou Charleroi de la Ligue Ethias belga, pero dejó el equipo un mes después, antes del comienzo de la competición, para fichar por el Ironi Nahariya de la liga israelí, reemplazando a J. R. Giddens. Jugó una temporada en a que promedió 18,4 puntos y 4,7 asistencias por partido.
En julio de 2015 fichó por el Maccabi Rishon LeZion, equipo con el que conseguiría el título de liga, siendo uno de sus jugadores más destacados, al promediar 16,2 puntos y 4,9 rebotes por partido.
En agosto de 2016 fichó por el equipo turco del Uşak Sportif, pero dejó el equipo en diciembre, tras promediar 14,8 puntos y 6,9 asistencias en la liga turca y 16,1 puntos y 5,9 asistencias en la Basketball Champions League. tres semanas después regresó a Israel para fichar por el Hapoel Tel Aviv.
En noviembre de 2024 se unió al Al Nasser de la D1 de Kuwait.